# Allommatus
Allommatus is een geslacht van wantsen uit de familie van de Miridae (blindwantsen). Het geslacht werd voor het eerst wetenschappelijk beschreven door Odo Reuter in 1907.

## Soorten
Het genus bevat de volgende soorten:

- Allommatus albosignatus Reuter, 1907
- Allommatus brasilianus (Carvalho, 1953)
- Allommatus carajasensis Carvalho, 1988
- Allommatus foedus (Distant, 1893)
- Allommatus guaranianus Carvalho & Ferreira, 1973
- Allommatus minor Poppius, 1921
- Allommatus paraguayensis (Carvalho & Hussey, 1954)
- Allommatus saltensis Carvalho & Carpintero, 1986
- Allommatus sulinus Carvalho & Ferreira, 1973
- Allommatus triangulifer Poppius, 1921
- Allommatus tupianus Carvalho & Ferreira, 1973
- Allommatus venezuelanus Carvalho, 1989